# Xavier (film)
Xavier è un cortometraggio del 2017 scritto e diretto da Giovanni Coda. Nello stesso anno è stato presentato nella Sezione Eventi Speciali al Florence Queer Film Festival.

## Trama
A seguito dell’Attentato di Parigi del 20 aprile 2017, il giovane poliziotto Xavier perde la vita. Il film ripercorre le 12 ore precedenti l’uccisione, i sogni infranti, la storia d’amore e la vita di coppia di Xavier e del suo compagno, la cui lettera letta durante i funerali di stato e recitata da una voce fuoricampo nel film, diventerà una toccante richiesta affinché il dialogo e la tolleranza rappresentino l’unica risposta possibile agli episodi d’odio e di violenza.

## Distribuzione
Nel 2017, oltre che al Florence Queer Film Festival e a Omovies, il film è stato selezionato all'Iris Prize Festival di Cardiff (Special Event Opening Night), all'Out On Film di Atlanta, al Madrid Art Film Festival, al Pride On Film Festival di Chicago, al Roma Cinema Doc.
Nel 2018 è stato selezionato al Lovers Film Festival - Torino LGBTQI Visions, alla 66ª edizione del Columbus International Film & Video Festival, all'Amsterdam New Renaissance Film Festival, al Beacon Film Festival di Londra, allo Show Me Justice Film Festival di Warrensburg, al Kashis International Queer Film Festival di Mumbai, al Barcelona LGBTI International Film Festival, al Respect International Film Festival di Belfast, al Macon Film Festival, al Connecticut LGBT Film Festival, al Social Political Short Film Festival di Missoula, al Queer Bee Film Festival di Londra, al Vienna Independent Film Festival, al Raimbow Film Festival di Lecce, al Des Images Aux Mot Festival di Tolosa.

## Riconoscimenti
- 2017 - Omovies
  - Menzione speciale sezione Diritti umani
- 2018 - Amsterdam New Renaissance Film Festival
  - Film of the Week
  - Best Story Award